# Telophorus zeylonus
Telophorus zeylonus là một loài chim trong họ Malaconotidae.